# Горст Гамм
Горст Гамм (нім. Horst Hamm; 17 березня 1916, Дюссельдорф — 19 лютого 1943, Середземне море) — німецький офіцер-підводник, капітан-лейтенант крігсмаріне.

## Біографія
5 квітня 1935 року вступив в крігсмаріне. З серпня 1939 по травень 1940 року — 2-й вахтовий офіцер підводного човна U-26, на якому здійснив 4 походи (разом 120 днів у морі). З червня служив у 1-й флотилії підводних човнів, з серпня — 1-й вахтовий офіцер знаменитого U-96, на якому здійснив 3 походи (разом 70 днів у морі). З 7 квітня 1941 року — командир U-58, з 4 вересня 1941 року — U-562, на якому здійснив 4 походи (разом 241 день в морі). 19 лютого 1943 року човен був потоплений в Середземному морі північно-східніше Бенгазі (32°57′ пн. ш. 20°54′ сх. д.) глибинними бомбами британських есмінців «Ісіс» та «Гарслі» після виявлення британським бомбардувальником «Веллінгтон». Всі 49 членів екіпажу загинули.
Всього за час бойових дій потопив 6 суден загальною водотоннажністю 37 287 тонн і пошкодив 1 корабель водотоннажністю 3359 тонн.
| Дата            | Назва корабля                   | Тип                  | Тоннаж | Вантаж                     | Екіпаж | Загинули | Країна             | Конвой |
| --------------- | ------------------------------- | -------------------- | ------ | -------------------------- | ------ | -------- | ------------------ | ------ |
| 22 вересня 1941 | Erna III                        | Торговий пароплав    | 1,590  | Баласт                     | 27     | 27       | Британська імперія | ON-16  |
| 2 жовтня 1941   | Empire Wave                     | КАТ судно            | 7,463  | Баласт                     | 90     | 33       | Британська імперія | ON-19  |
| 2 грудня 1941   | Grelhead                        | Торговий пароплав    | 4,274  | 6900 тонн залізної руди    | 43     | 41       | Британська імперія |        |
| 29 квітня 1942  | Alliance (підірвався на міні)   | Паровий буксир       | 81     |                            | 10     | 3        | Британська імперія |        |
| 29 квітня 1942  | Terpsithea (підірвався на міні) | Вітрильник           | 157    |                            | ?      | 0        | Британська імперія |        |
| 14 липня 1942   | Adinda (пошкоджений)            | Тепловий танкер      | 3,359  | Баласт                     | ?      | 1        | Нідерланди         |        |
| 21 грудня 1942  | Strathallan                     | Військовий транспорт | 23,722 | Війська і військові товари | 5122   | 16       | Британська імперія | KMF-5  |

## Звання
- Кандидат в офіцери (5 квітня 1935)
- Морський кадет (25 вересня 1935)
- Фенріх-цур-зее (1 липня 1936)
- Оберфенріх-цур-зее (1 січня 1938)
- Лейтенант-цур-зее (1 квітня 1938)
- Оберлейтенант-цур-зее (1 жовтня 1939)
- Капітан-лейтенант (1 вересня 1942)

## Нагороди
- Медаль «За вислугу років у Вермахті» 4-го класу (4 роки)
- Залізний хрест
  - 2-го класу (27 вересня 1939)
  - 1-го класу (25 січня 1941)
- Нагрудний знак підводника (6 грудня 1939)
- Бронзова медаль «За військову доблесть» (Італія) (16 серпня 1943)